# Quênia nos Jogos Olímpicos de Verão de 1988
O Quênia(pt-BR) ou Quénia(pt-PT?) competiu nos Jogos Olímpicos de Verão de 1988, em Seul, Coreia do Sul.

## Medalhistas

### Ouro
- Paul Ereng — Atletismo, 800 metros masculino
- Peter Rono — Atletismo, 1500 metros masculino
- John Ngugi — Atletismo, 5000 metros masculino
- Julius Kariuki — Atletismo, 3000 metros com obstáculos masculino
- Robert Wangila — Boxe masculino

### Prata
- Douglas Wakiihuri — Atletismo, maratona masculina
- Peter Koech — Atletismo, 3000 metros com obstáculos masculino

### Bronze
- Kipkemboi Kimeli — Atletismo, 10000 metros masculino
- Chris Sande — Boxe masculino